# Fidel Antonio Degaudenzi
Fidel Antonio Degaudenzi (1901-1986) fue un militar argentino, perteneciente a la Armada, que alcanzó el grado de capitán de navío. Fue gobernador marítimo del Territorio de la Tierra del Fuego en 1946.

## Biografía
Nació en 1901. Ingresó a la Armada Argentina, egresando de la Escuela Naval Militar como guardiamarina y realizó su viaje de instrucción el fragata ARA Presidente Sarmiento, en su viaje de instrucción XIX. En 1936 fue delegado argentino a la Conferencia Telegráfica y Telefónica Internacional.
Entre febrero y octubre de 1946 se desempeñó como gobernador marítimo del Territorio de la Tierra del Fuego, siendo designado por el presidente de facto Edelmiro Julián Farrell. Su ayudante secretario fue Ernesto Manuel Campos, futuro gobernador del territorio.
Entre 1947 y 1948 se desempeñó como Prefecto General Marítimo. Según José María Videla del Mazo, Degaudenzi fue autor del Manual del Cadete del Liceo Naval Militar.
Pasó a retiro con el grado de capitán de navío. Falleció el 30 de mayo de 1986.